# NGC 7496
NGC 7496 é uma galáxia espiral barrada (SBb) localizada na direcção da constelação de Grus. Possui uma declinação de -43° 25' 39" e uma ascensão recta de 23 horas, 09 minutos e 46,9 segundos.
A galáxia NGC 7496 foi descoberta em 5 de Setembro de 1834 por John Herschel.